# Cirolana avida
Cirolana avida är en kräftdjursart som beskrevs av Nunomura 1988. Cirolana avida ingår i släktet Cirolana och familjen Cirolanidae. Inga underarter finns listade i Catalogue of Life.